# Shanghai II: Dragon's Eye
Shanghai II: Dragon's Eye est un jeu vidéo de mah-jong sorti en 1989 sur MSX. Le jeu est développé par Activision et édité par SystemSoft. Le jeu est porté sur PC l'année suivante. Une version Super Nintendo voit le jour en 1992, alors développée par Hot-B. Le jeu sort sur Mega Drive en 1994, cette fois-ci développé par Silicon & Synapse (devenu Blizzard Entertainment).

## Accueil
- Famitsu : 24/40 (SNES)[1]